# 1521 Seinajoki
Seinäjoki (asteroide 1521) é um asteroide da cintura principal, a 2,448327 UA. Possui uma excentricidade de 0,140619 e um período orbital de 1 756,38 dias (4,81 anos).
Seinäjoki tem uma velocidade orbital média de 17,64618803 km/s e uma inclinação de 15,05578º.
Este asteroide foi descoberto em 22 de Outubro de 1938 por Yrjö Väisälä.